# Calle de Martínez de la Rosa
La calle de Martínez de la Rosa es una vía pública de la ciudad española de Madrid, situada en el barrio de Castellana, distrito de Salamanca.

## Descripción
La vía, que por su forma se ha conocido también como «calle de la S», va desde el paseo de la Castellana hasta la calle de Serrano. Honra con el título a Francisco de Paula Martínez de la Rosa Berdejo Gómez y Arroyo (1787-1862), poeta, dramaturgo y político granadino que fue presidente del Consejo de Ministros.
 Aparece descrita en Las calles de Madrid (1889) de Hilario Peñasco de la Puente y Carlos Cambronero con las siguientes palabras:

Martínez de la Rosa. Se encuentra entre el Paseo de la Castellana y la calle de Serrano. A esta calle, por su forma especial, se le da con frecuencia el nombre de calle de la S. Es de apertura moderna.
(Peñasco de la Puente y Cambronero, 1889, p. 320)